# Neoklassisk metal
Neo-klassisk metal er en subgenre af heavy metal der har meget stor indflydelse af klassisk musik og er derfor blevet betegnet som en form af neoklassisme. 